# The Rhapsody Tour
Tournées par Queen + Adam Lambert
Queen + Adam Lambert Tour 2017–2018
The Rhapsody Tour est la tournée nord-américaine de 2019 du groupe de rock britannique Queen + Adam Lambert, dans une formation comprenant deux anciens membres de Queen — Brian May et Roger Taylor —, le chanteur Adam Lambert et plusieurs musiciens additionnels de tournée.

## Concerts
| Date              | Ville               | Pays              | Lieu                       | Spectateurs       | Recette           |
| Amérique du Nord, | Amérique du Nord,   | Amérique du Nord, | Amérique du Nord,          | Amérique du Nord, | Amérique du Nord, |
| ----------------- | ------------------- | ----------------- | -------------------------- | ----------------- | ----------------- |
| 10 juillet 2019   | Vancouver           | Canada            | Rogers Arena               | —                 | —                 |
| 12 juillet 2019   | Tacoma              | États-Unis        | Tacoma Dome                | —                 | —                 |
| 14 juillet 2019   | San José            | États-Unis        | SAP Center                 | —                 | —                 |
| 16 juillet 2019   | Phoenix             | États-Unis        | Talking Stick Resort Arena | —                 | —                 |
| 19 juillet 2019   | Inglewood           | États-Unis        | The Forum                  | —                 | —                 |
| 20 juillet 2019   | Inglewood           | États-Unis        | The Forum                  | —                 | —                 |
| 23 juillet 2019   | Dallas              | États-Unis        | American Airlines Center   | —                 | —                 |
| 24 juillet 2019   | Houston             | États-Unis        | Toyota Center              | —                 | —                 |
| 27 juillet 2019   | Detroit             | États-Unis        | Little Caesars Arena       | —                 | —                 |
| 28 juillet 2019   | Toronto             | Canada            | Scotiabank Arena           | —                 | —                 |
| 30 juillet 2019   | Washington          | États-Unis        | Capital One Arena          | —                 | —                 |
| 31 juillet 2019   | Pittsburgh          | États-Unis        | PPG Paints Arena           | —                 | —                 |
| 3 août 2019       | Philadelphie        | États-Unis        | Wells Fargo Center         | —                 | —                 |
| 4 août 2019       | Mansfield           | États-Unis        | Xfinity Center (en)        | —                 | —                 |
| 6 août 2019       | New York            | États-Unis        | Madison Square Garden      | —                 | —                 |
| 7 août 2019       | New York            | États-Unis        | Madison Square Garden      | —                 | —                 |
| 9 août 2019       | Chicago             | États-Unis        | United Center              | —                 | —                 |
| 10 août 2019      | Saint Paul          | États-Unis        | Xcel Energy Center         | —                 | —                 |
| 13 août 2019      | Columbus            | États-Unis        | Nationwide Arena           | —                 | —                 |
| 15 août 2019      | Nashville           | États-Unis        | Bridgestone Arena          | —                 | —                 |
| 17 août 2019      | Sunrise             | États-Unis        | BB&T Center                | —                 | —                 |
| 18 août 2019      | Tampa               | États-Unis        | Amalie Arena               | —                 | —                 |
| 20 août 2019      | La Nouvelle-Orléans | États-Unis        | Smoothie King Center       | —                 | —                 |
| 22 août 2019      | Atlanta             | États-Unis        | State Farm Arena           | —                 | —                 |
| 23 août 2019      | Charlotte           | États-Unis        | Spectrum Center            | —                 | —                 |

## Membres
| - Brian May – guitares électriques et acoustiques, voix - Roger Taylor – batterie, voix - Adam Lambert – voix principale - Freddie Mercury – voix (pré-enregistré) | Musicians additionnels: - Spike Edney – claviers, voix - Neil Fairclough – guitares basses, voix - Tyler Warren – percussion, batterie additionnelle, voix |